# Max, der Zirkuskönig
Max, der Zirkuskönig, auch Clown aus Liebe und Der Zirkuskönig, ist ein österreichischer Spielfilm aus dem Jahre 1924 mit Max Linder in seiner letzten, abgeschlossenen Filmrolle. Einzelne Szenen werden in abgewandelter Form auch in Der Zirkus (1928) von und mit Charlie Chaplin sowie Der Mann, von dem man spricht (1937) mit Hans Moser, Heinz Rühmann und Theo Lingen verwendet.

## Handlung
Max Linder spielt den nonchalanten, adeligen Tunichtgut, Charmeur und Lebemann Graf Pompadour. Obwohl er von seinem bärbeißigen Onkel dazu verdonnert wird, sich zwecks Heirat nun endlich für eine von drei zur Wahl stehenden, recht wohlhabenden jungen Damen zu entscheiden, zeigt er vielmehr Interesse für jemand gänzlich anderen. Comte Max hat nämlich seit geraumer Zeit ein Auge auf Ketty, die hübsche Tochter eines Zirkusdirektors, geworfen. Da ihr Vater jedoch nur einen Mann aus dem Zirkusgewerbe als Schwiegersohn akzeptiert, muss sich Max fortan mächtig anstrengen, um sich ein artistisches Rüstzeug zuzulegen. Daraufhin durchläuft der Tausendsassa zunächst einen Akrobatenschnellkurs in sechs Lektionen und macht gleich en passant auch einen weiteren zum Löwenbändiger. Als beides nicht so recht von Erfolg gekrönt ist, versucht er sich beim Bändigen eines Flohzirkusses. Bei diesen circensischen Einlagen sorgt Graf Max erwartungsgemäß für ein großes Durcheinander und ebensolche Lacher.
So bringt der junge Graf einen andauernd unter Kopfschmerzen leidenden Hotelgast, der direkt unterhalb Maxens Übungszimmer residiert, mit seinen Proben sukzessive zum Wahnsinn, und die Flöhe, die Max leichtsinnigerweise in eine Schachtel verpackt hatte und anschließend in die Jackentasche steckte, machen sich während einer Zirkusvorstellung selbstständig und verursachen bei den Zuschauern eine handfeste Panik. Auch die Dressur mit den Großkatzen geht gründlich daneben. Ein befreundeter Clown hat sich, um Max einen Gefallen zu tun, in ein Löwenfell gezwängt und vollbringt während der Vorstellung eingeprobte Kunststückchen in der Manege. Dummerweise hat ein Rivale, um Max bloßzustellen, den Löwenzwinger geöffnet, und nun haben Max und sein Clown es mit einem waschechten König der Savanne zu tun. Schlussendlich kommt es jedoch Happy End, und Max erhält die Hand seiner Angebeteten.

## Produktionsnotizen
Max, der Zirkuskönig wurde im Frühjahr 1924 in Wien gedreht, am 10. April 1924 waren die Dreharbeiten abgeschlossen. Der Arbeitstitel war Clown aus Liebe. Die erste (Sonder-)Vorführung fand in Wien am 23. Mai 1924 statt. Am 12. Juni 1924 lief der Film (als Circusmania) erstmals in London an. Österreichischer Publikumsstart war am 26. September 1924 im Wiener Imperial-Kino, in Deutschland lief der Film bereits eine Woche zuvor, am 19. September 1924, unter dem Titel Der Zirkuskönig im Berliner Deulig-Palast Alhambra an. In Linders Heimat Frankreich wurde Max, der Zirkuskönig seit seiner Pariser Erstaufführung am 19. Februar 1925 unter dem Titel Le roi du cirque vertrieben.
Max, der Zirkuskönig war der letzte vollendete Kinofilm Linders, des einstigen Komödienstars aus der Frühzeit der Kinematographie.
Alexander Ferenczy und Franz Meschkan schufen die Filmbauten.

## Neuverfilmungen
- 1937: Der Mann, von dem man spricht
- 1941: Il re del circo
- 1957: Das haut hin

## Kritiken
„Dieser Max Linder, der gewissermaßen heute als historische Erscheinung zu werten ist, vermag noch immer zu belustigen. Ihn an Charlie Chaplin zu messen, mit dem er nur einige Aeußerlichkeiten gemein hat, wäre eine Ungerechtigkeit gegen beide Künstler. Was an Linder immer wieder fesselt, ist die Virtuosität, mit der er seinen Körper zum Instrument komischer Wirkungen zu machen vermag. Linder ist der direkte Nachfahre der französischen Pierrotdarsteller, eines Débureau und Genossen, deren Methoden er in den Film übertragen hat. Seine Komik ist, wie jede Komik überhaupt, Kritik an der Gestalt, die er zu verkörpern hat, ohne daß er aber jemals so weit geht, den Typ, den er darstellt zu verneinen. Seine Darstellungskunst wurzelt nicht wie die eines Chaplin in einem tiefen menschlichen Mitleid mit den Parias dieser Erde, auch nicht in einem Haß gegen die zu verkörpernde Gestalt, wie es manchmal bei unserem Pallenberg der Fall ist, auch nicht in einer ironischen Einstellung zum darzustellenden Objekt, wie bei Max Adalbert, sondern er hat seinen Spaß an der Lächerlichkeit der Figur, der sich höchstens manchmal zur milden Ironie steigert. (…) Im übrigen ist der ganze Film eine recht sauber gearbeitete Bildplauderei, in der die Scherze von Max Linder die Pointen darstellen. Die Szenen, in der die Künstler des von Maxe erworbenen Flohzirkus den Weg ins Freie antreten und unter den Zuschauern eine Panik verursachen, sind mit dem Blick des Karikaturisten gesehen. Na, und Löwenszenen im Film sind noch nie ohne Wirkungskraft geblieben.“

Wiens Neue Freie Presse berichtete in ihrer Ausgabe vom 3. Oktober 1924: „Daß Linder die Hauptrolle spielt muß als Falschmeldung bezeichnet werden. Denn neben seiner Rolle gibt es, trotz Eugen Burgs Mitwirkung, überhaupt keine Rolle. Auch eine Komödie ist nicht da, sondern eine Serie bunter Groteskszenen, die um so grotesker, um so stärker wirken, mit ruhigerer Sachlichkeit Linder sie mimt. In dieser unerschütterlichen, liebenswürdigen Sachlichkeit in allen Lebens- oder Filmlagen scheint mir das Lachmuskelzwingende Linderscher Kunst beschlossen. (…) Zu erwähnen wäre noch, daß die Manegeepisoden als fesselnde Einlagen gelten können und technisch und szenisch alles bis auf das kleinste klappt.“
Die Süddeutsche Filmzeitung schrieb: „Die hübsche und saubere Aufmachung des Filmes wird wesentlich unterstützt durch eine flotte, nie versagende Regie, gute Wiener Darsteller – in den Hauptrollen Max Linder und Vilma Banky – eine vorzügliche Innenausstattung und einer qualitativ hochwertigen Photographie. Der unversiegliche Humor dieses Lustspiels aber wird jedes Publikum im Sturm erobern.“
Die amerikanische Fachzeitschrift Variety urteilte nach Ansicht des Films in London wie folgt:

“Max Linder makes a great comeback as de Pompadour. He never clowns and much of his business is delightfully original. Moreover he never shows a trace of vulgarity or suggestiveness once he has got over his opening drunken scenes and even into these he manages to get some novel work. No support is named but it is consistently good and his leading lady is not only a beautiful woman but a fine feeder. Feeding is the keynote of this picture but so skilfully is it done nobody not conversant with the art will realize Linder practically plays the thing himself with every other character merely forming part of a perfect Frame.”

In Frankreich beurteilte man Max, der Zirkuskönig schließlich so:

« Il y a de l’invention dans ce grand film comique où Max Linder nous apparait aussi brillant qu’il l’a toujours été, mais cette invention même s’exerce parfois au détriment du sujet. Il y a trop de scènes qui n’ont aucun rapport avec l’action. C’est le défaut de la plupart des films comiques américains, ceux de Charlie Chaplin exceptés. Reconnaissons pourtant que Max Linder est toujours le grand artiste comique qui, le premier, nous fit rire au cinéma. Il excelle dans ces scènes où, personnage impersonnel – si j’ose dire – il est entrainé dans des aventures imprévues. Le sujet se borne à ceci: le comte Max de Pompadour, amoureux d’une écuyère, se fait dompteur pour l’épouser, les gens du cirque ne se mariant que dans leur monde. Max Linder possède un don comique, bien caractérisé, il n’est pas gai, mais il a de l’humour, il est toujours l’être confiant qui se livre aux caprices de la vie, qui accepte les coups malheureux du sort et qui ‹ne s’en fait pas›, sachant bien que tout s’arrangera pour le mieux. Avec son aspect pessimiste, il nous prouve que l’optimisme ne doit jamais cesser. C’est un peu plus que de faire des acrobaties. Max Linder est toujours au-dessus de ses films. C’est très bien et pourtant c’est dommage. »